# Kościół Matki Boskiej Częstochowskiej w Krakowie (ul. Korzeniaka)
Kościół Podwyższenia Krzyża Świętego – kościół rzymskokatolicki znajdujący się w Krakowie, w dzielnicy VII Zwierzyniec przy ul. G. Korzeniaka 16, w Olszanicy. Jest świątynią parafialną Parafii Matki Bożej Częstochowskiej. Posługę pełnią ojcowie zakonni kapucynów.

## Historia
Kościół wybudowano w latach 1922–1924 w stylu neobarokowym. W 1924 roku był konsegrowany przez ks. S. Pilchowskiego. Znacznej rozbudowy budynku dokonano w 2012 roku.

## Organy
Pierwszym instrumentem w rzeczonej świątyni był 4-głosowy pozytyw zbudowany w 1849 r. przez Johanna Strossa z Preszowa dla klasztoru klarysek w Starym Sączu, gdzie funkcjonował na chórze zakonnym. Według umowy dyspozycja instrumentu prezentowała się jak w tabeli 1.
Tabela 1. Dyspozycja niezachowanego pozytywu J. Strossa z 1849 r.
| Manuał                   |
| 1. Flauto major 8 Fuß    |
| 2. Spiel Flöt 8 Fuß      |
| 3. Prinzipal 4 Fuß       |
| 4. Flauto amabilis 4 Fuß |

W 1928 r. instrument został sprzedany do kościoła w Olszanicy, gdzie jego stan ulegał pogorszeniu; po kilku latach był już zniszczony i rozstrojony. W związku z powyższym w 1940 r. przywieziono do świątyni fisharmonię z klasztoru kapucyńskiego przy ul. Loretańskiej w Krakowie. Była ona instrumentem tymczasowym w czasie, gdy pozytyw pozostawał nieczynny. Uruchomiono go dopiero w 1957 r. Wiadomo, że stał na drewnianym chórze muzycznym i nie był wyposażony w dmuchawę elektryczną. W latach 1965–1967 powstał obecny murowany chór muzyczny, na którym nie zainstalowano już starego pozytywu.
Nowe organy zostały zamówione w 1974 roku. Ich budowę podjęła firma Ryszarda Plenikowskiego i Józefa Adamczyka z Kartuz. Ze względów finansowych odrzucono ofertę firmy Józefa Buły z pobliskiej dzielnicy Mydlniki. W 1975 r. jeden z zakonników zakupił w Niemczech Zachodnich silnik elektryczny oraz mieszki, które miały być trwalsze od tych produkowanych w Polsce. Montaż organów rozpoczął się w połowie 1977 roku. Niedługo później, 7 sierpnia tegoż roku, miało miejsce uroczyste pobłogosławienie nowego instrumentu przez ówczesnego prowincjała o. Gracjana Majkę. Koncert inauguracyjny wykonał Mieczysław Tuleja.
Organy były naprawiane w latach: 1995 (firma Andrzeja Buły z Mydlnik), 2014 (Krzysztof Ostrowski ze Stalowej Woli i Albert Kunz z Krakowa) oraz 2016 (firma Adama Olejnika z Głogusza). W 2018 r. zainstalowano nową dmuchawę elektryczną.
Szafa organowa mieści się w bocznej części chóru muzycznego. Instrument jest wyposażony w wiatrownice stożkowe. W prospekcie stoją piszczałki głosu Pryncypał 8' z sekcji I manuału. Pozostałe głosy stoją na wiatrownicach rozmieszczonych prostopadle względem prospektu. Powietrze do dwóch miechów pływakowych jest dostarczane przez dmuchawę elektryczną lub nożną dźwignię do kalikowania.
Tabela 2. Dyspozycja obecnych organów firmy R. Plenikowskiego i J. Adamczyka z 1977 r.
| Manuał I, C-a3   | Manuał II, C-a3   | Pedał, C-f1    |
| 1. Pryncypał 8’  | 5. Kryty 8’       | 10. Subbas 16’ |
| 2. Flet pusty 8’ | 6. Salicet 8’     | 11. Cello 8’   |
| 3. Oktawa 4’     | 7. Flet 4’        |                |
| 4. Mikstura 3 rz | 8. Kwinta 2 2/3’  |                |
|                  | 9. Superoktawa 2’ |                |

Połączenia: II-I 8', II-I 16', II-I 4', I 4', II 4', I-P, II-P;
Urządzenie dodatkowe: Tremolo II M;
Stałe kombinacje: Piano, Forte;
Dźwignia nożna: Crescendo.